# Monorail v Moskvě

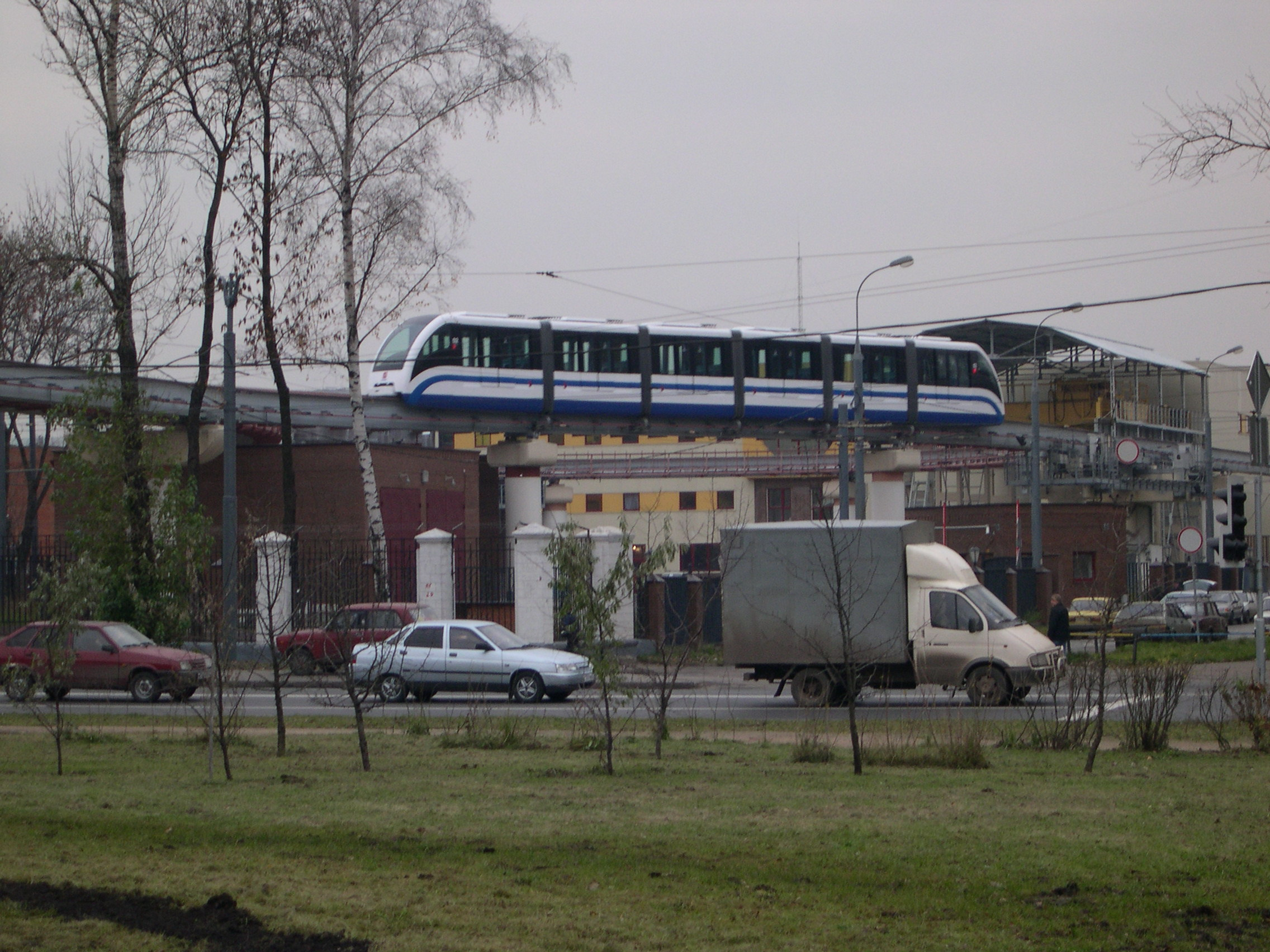
Monorail na trati

Monorail v Moskvě (rusky Моско́вская Моноре́льсовая Тра́нспортная Систе́ма (ММТС), Moskovskaja Monorelsovaja Transportnaja Sistema (MMTS) tvořila jedna linka nadzemní jednokolejnicové trati v Moskvě. Linka byla v provozu od roku 2004 do roku 2025.
Nacházel se v Severovýchodním administrativním okruhu, spojoval stanici metra Timirjazevskaja na Serpuchovsko-Timirjazevskajé lince s ulicí Sergeje Ejzenštejna.
V provozu byly dvě soupravy (z celkem deseti k dispozici), jezdící v intervalu 30 minut. Jízda samotná trvala 15 až 20 minut. Soupravy byly vypravovány z tramvajové Baumanovy vozovny. První vlak s označením P30 byl dodán v roce 2020 švýcarskou společností Intamin AG, na bázi tohoto typu byla již v Rusku vyrobena série vlaků EPS. Jedná se o jediný monorailový systém na světě, který je poháněn lineárním elektromotorem.[zdroj?]
Na trase se nacházelo 6 stanic (Timirjazevskaja, Ulica Milašenkova, Telecentr, Ulica Akademika Koroljova, Vystavočnyj centr a Ulica Sergeja Ejzenštejna). Všechny byly nadzemní, spojené pomocí výtahů a eskalátorů s úrovní ulice. Každá stanice byla dlouhá 40 m a 15,6 m široká. Nástupiště byla ostrovní (kromě Ulice Akademika Koroljova) a krytá.
Dříve se uvažovalo o zavedení monorailu i v dalších oblastech Moskvy, avšak k tomuto kroku nikdy nedošlo. Hlavním problémem moskevského monorailu se jeví jeho nízká vytíženost a s tím související ztrátový provoz. Díky spuštění Moskevského centrálního okruhu se navíc z roku 2015 na rok 2016 snížil počet cestujících z 3,5 milionu na 3 miliony ročně. V roce 2025 byl provoz na lince ukončen. Část konstrukce má být odstraněna, část využita jako liniový park.